# Флуор
Флуор је хемијски елемент који се у собним условима појављује као гас жуто-зелене боје. Он је најреактивнији од свих елемената. Директно реагује на све метале и неметале. Воду разлаже градећи флуороводоник,  
HF.
Реактивност флуора била је дуго година препрека за његово добијање у елементарном стању. Данас се флуор индустријски добија електролизом истопљеног калијум-флуорида на анхидрованом флуороводонику.
У природи се флуор налази у виду једињења са оксидационим бројем -1 и то најчешће у виду флуорита, CaF2, и карналита, Na3AlF6. Трагови једињења флуора налазе се у морској води, костима, зубима, крви и млеку. Флуорови деривати метана и етана су веома слаби отрови за разлику од осталих једињења флуора те се због своје велике инертности употребљавају у расхладним уређајима под називом фреон. Флуор се користи и за синтезу уранхексафлуорида који се примењује у изради нуклеарног оружја.